# Tetrasta perthensis
Tetrasta perthensis är en stekelart som beskrevs av Boucek 1988. Tetrasta perthensis ingår i släktet Tetrasta och familjen finglanssteklar. Inga underarter finns listade i Catalogue of Life.